# Eric Horgan
Eric Horgan (21 de julio de 1947) es un jinete irlandés que compitió en la modalidad de concurso completo. Ganó dos medallas de bronce en el Campeonato Europeo de Concurso Completo, en los años 1977 y 1989, ambas en la prueba por equipos.

## Palmarés internacional
| Campeonato Europeo | Campeonato Europeo     | Campeonato Europeo | Campeonato Europeo |
| Año                | Lugar                  | Medalla            | Categoría          |
| ------------------ | ---------------------- | ------------------ | ------------------ |
| 1977               | Burghley (Reino Unido) | Medalla de bronce  | Por equipos        |
| 1989               | Burghley (Reino Unido) | Medalla de bronce  | Por equipos        |